# Rio Bidasoa
O rio Bidasoa (em francês:  Bidassoa) é um rio do País Basco, ao norte da Espanha, banhando este país e a França, tendo sua nascente nos Pirenéus Ocidentais e comprimento de 66 km. O seu caudal é de 24,7 m³/s e sua bacia abrange a área de 705 km².
Corre pela Espanha próximo a Errazu, na província de Navarra, onde flui a maior parte de sua extensão. Seus 10 últimos quilômetros servem de divisão entre a França e a Espanha, antes de desaguar no Mar Cantábrico (Baía de Biscaia) entre Hendaye, França e Hondarribia, na Espanha. Outra cidade situada às margens do Bidasoa é Doneztebe, em Navarra. 